# Меню
Менюто в заведенията за обществено хранене представлява списък от предлаганите за консумация по избор ястия и напитки. Друг смисъл на думата „меню“ е вече направен (от домакина или готвача) подбор от ястия, приготвени за обяд или вечеря и сервирани в определен ред (обедно или вечерно меню). На менюто се гледа като на най-силната реклама на един ресторант. Препоръчва се дизайнът и типографията на менюто да са цялостно съобразени с атмосферата на ресторанта и с предпочитанията на клиентите. Освен под формата на каталог, менюто на един ресторант може да се разпространява и под формата на печатна реклама (брошури, реклама в специализирани издания), както и да бъде публикувано в интернет.

## История
Първите менюта за ресторант възникват преди близо хилядолетие, по време на династията Сун в Китай – единственият по това време регион в света, където хартията е в изобилие. Тогава търговците често се събирали в центъра на града, в който живеят и имали малко време и енергия да се хранят вечер. Заради голямото разнообразие на китайската кухня от различните региони, ресторантите не можели да угаждат на всички предпочитания на местните. По този начин те дават тласък на появата на менюто.
Оригиналните европейски ресторанти не са имали менюта в съвременния смисъл на думата; при така наречените table d'hôte са се сервирали ястия, които главният готвач или собственикът на заведението избират. Тези, които идват последни, ядат каквото е останало през този ден, както в съвременните банкети или бюфети.
В Европа съвременното меню се е появило през втората половина на 18 век. По това време ресторантите позволявали на клиентите си да избират от списък с непознати за тях ястия, които били приготвяни по желание на клиентите. Установената „table d’hot“ таксувала клиентите на фиксирана цена. Така менюто позволявало на клиентите да похарчат толкова пари, колкото те изберат.

## Етимология
Думата „меню“, както и произхода на cuisine (кухня) са френски, където произлиза от латинската дума minutus, което означава „направи нещо малко“. А във френския език самата дума започва да се използва, когато се имало предвид резюме от всякакъв вид. Оригиналните менюта, предлагащи на потребителите избор, са изготвени на малка черна дъска (на френски – carte); така предлаганите ястия са били избирани „à la carte“ (според дъската).

## Икономика на създаване на менюто
Още в средата на 20 век някои ресторанти разчитали на „специалисти по менютата“, за да проектират и печатат техните менюта. Поради зараждането на дигиталния печат се появяват и ниши с компании, които предлагат офсетова разпечатка на цветни менюта. Икономиката на цветния офсет го прави непрактичен за разпечатване с кратко натискане на мастилниците. Решението за този проблем е разпечатването на меню, включващи всичко, освен цените. Цените са разпечатвани допълнително, но черно-бели, като така се постига по-бюджетно решение. По този начин цветният принтер може да разпечата 600 менюта, а финално да се финализират и ламинират 150 менюта с цени.
Променящата се икономика на офсетов печат през първата половина на 21 век прави практично и производството на повече от 300 менюта, макар и някои ресторанти да предпочитат използването на много по-малко бройки.
По време на икономическата криза през 1970 г. много ресторанти съобразили, че повторен печат на тяхното меню е икономически неизгоден заради инфлацията. Икономистите забелязали тези разходи и те станали част от икономическата теория под името „menu costs“. Като общ икономически феномен „menu costs“ могат да се появят и в друг тип бизнес, освен ресторантьорския. Например по време на инфлация всяка компания, която отпечатва каталози или списъци с цените на продукти и иска да промени тези цени, ще трябва да напечата отново тези елементи, а това ще доведе до допълнителни разходи. За да избегнат повторен печат на менютата, когато цените през годината се променят, някои ресторанти започват да излагат техните менюта на черни дъски, като продуктите и техните цени са написани с тебешир. По този начини, ресторантът лесно може да променя цените си без допълнителни разходи. Подобна тактика продължава да се използва и през 2000 година за някои стоки, които са чувствителни към промяна в предлагането – например разходи за гориво и други. Тогава се използват термините „пазарна цена“ или „Моля, попитайте“, вместо да се посочва конкретна цена. Това позволявало на ресторантите да променят цената на продукти като омар, прясна риба и други храни, предмет на чести промени в тяхната цена.

## Характеристики
Основните раздели на едно типично меню в САЩ са „мезета“, „десерти“, „напитки“ и „a la carte“. „А la carte“ може да съдържат храни като супи, салати и сосове. Възможно е да има отделни по-малки менюта за деца и възрастни. Менютата за деца могат да бъдат представени под формата на игри или загадки.
Менюто може да предостави и друга полезна информация. Някой менюта описват философията за храна на главния готвач или собственика, дори мисията на ресторанта. Други представят политиките на ресторанта относно възраст, над която се продава алкохол, забравени вещи и размер на бакшиша. В САЩ щатските здравни служби обикновено изискват от ресторантите да включват здравни предупреждения за сурово или недопечено месо, пилешко, яйца или морска храна. На много места има изискване за обозначаване в менюто на алергенните съставки в предлаганите ястия, като се използват символи, които визуализират наличието на конкретни алергени. Символите обичайно са непосредствено до съответното ястие, като в началото или края на менюто е легендата с подробното обяснение на значението на символа.
Като форма на реклама, прозата, намираща се в менютата е известна с високата си степен на превъзнасяне. Менютата често наблягат на процеса на приготвяне на храната, привличайки вниманието към екзотични подправки или добавят френски или други чужди думи, за да изглеждат ястията по-сложни и екзотични. Менютата от висок клас често добавят прилагателни към ястията като „покрит с глазура“, „задушени“, „на очи“ и т.н. „Езикът на менюта, с неговите тирета и цитати служи по-скоро за оправдаване на Вашите очаквания, от колкото за описване на храна.“; ресторантите често залагат на чужди думи (80% от тях френски). Браян МакГрегори казва, че когато се храни в по-висок клас ресторант понякога чувства, че има нужда от речник или учебник по биология, само за да разбере значението на сладолед „гияндуджа“, жълта диня и бисквити „булгура“ – това са само част от неразгадаемите десерти.
Част от функциите на менюто са да впечатли клиентите с идеята, че ястията, сервирани в ресторанта изискват умение, оборудване и екзотични съставки. По този начин те искат да покажат, че подобни храни не могат да се приготвят вкъщи. В някои случаи обикновени храни звучат по-интересно, защото някоя от думите е заменена с френския им еквивалент. Например вместо да се каже, че свинският котлет има ябълково пюре, в менюто на по-луксозен ресторант може да е „Tenderloin of pork avec compôte de pommes“. Въпреки че френският термин е буквален превод на „с ябълково пюре“, той звучи по-екзотично – и е по-достоен за висока цена.
В някои ресторанти за бързо хранене или китайски ресторанти, всеки предмет от менюто си има номер и клиентите поръчват „по номер“.
Друг феномен е така нареченото „тайно меню“. Така някои ресторанти за бързо хранене са познати заради неофициалните си и нерекламирани ястия, за които клиентите научават „от уста на уста“. Ресторанти от такъв тип често приготвят комбинации от вече готови храни.
Ресторантските менюта са оформени като каталози, в които предложенията обикновено са разделени в различни групи, например аперитиви, ордьоври, супи, салати, вегетариански ястия, ястия с месо, ястия с риба, десерти, безалкохолни и алкохолни напитки. Често предпочитаният подход при подреждане на информацията в менюто е според реда на поднасяне на ястията. Има много възможности за вариация, но те до голяма степен зависят от профила на заведението и неговия целеви сегмент от клиенти. Освен списък на ястията менюто трябва да съдържа и информация за техните цени. Понякога менютата предлагат снимки на готовите ястия, допълнителна информация за съставките, грамажа и енергийната им стойност.

## Видове менюта

### Хартиено
Менютата се различават по дължина и изчерпателност на съдържанието в зависимост от вида на ресторанта. Най-обикновените менюта са отпечатани на един лист хартия, като често срещани са тези, които са съставени от по-голям брой страници. В кафета, заведения и вериги ресторанти менюто от една страница може да бъде удвоено като се копира съдържанието му на хартиена подложка за масите. За да бъдат защитени хартиените менюта от заливане с течности и друго замърсяване, се използва винилово покритие, ламиниране или подвързване. Типът на заведенията (ресторант от висок клас, заведения за бързо хранене и др.) в повечето случаи предопределят вида и визията на използваното в тях меню.
Докато някои от ресторантите използват само едно меню като единствен начин да запознаят клиентите си с предлаганите ястия и напитки, в други заведения основното меню се допълва с допълнителни тематични такива:
- Меню с предястия
- Винен лист
- Меню с напитки
- Меню с бира
- Десертно меню

Някои ресторанти използват само текст в своите менюта. В други случаи ресторанти включват илюстрации и снимки на всяко ястие или на елементи, които са свързана с визията и атмосферата на ресторанта. Пример за това е в случаите, когато например ливански ресторант, включва в менюто си снимки на ливанските планини и плажове. Допълнителните спомагателни менюта могат да бъдат представени в алтернативни формати, защото те са предимно по-кратки от основните такива. Например меню с предястия или десерти често се представят като хартиена „пирамида“ на масите, на пластмасова поставка, дървена стойка, или в ресторанти с ограничен избор на вино, винена листа може да бъде залепена на празна бутилка от вино.
Заведенията за бързо хранене често използват за реклама своите хартиени менюта, като ги оставят във фоайета на обществени сгради или в пощенски кутии на близки до тях жилищни сгради.

### Меню табела
Някой заведения (обикновено тези за бързо хранене и кафенетата) използват за меню големи постери, табла или дъски, закачени високо на стените в самото заведение или поставени пред техния вход.
По този начин клиентите могат да разгледат предлагания асортимент от храни и напитки, без да е необходимо да им се предоставя хартиено меню. Този голям формат на менютата може също да бъде използван успешно и на открито. По-скъпите изпълнения на този тип менюта включват изработката им от метални конструкции, светещи табели и лесно почистващи се повърхности, които позволяват ресторантите да променят динамично цените на предлаганите артикули, без да е необходимо да се принтират нови менюта.

### Меню на открито
Някои ресторанти предлагат копие на менюто си извън самото заведение. Ресторантите за бързо хранене, които имат прозорец на пътя често слагат своето меню на дъска, осветен знак или външен постер, така че клиентите да могат да изберат желаните ястия. Големите ресторанти може също да предоставят копие от тяхното меню извън ресторанта, като страниците на менюто са на осветен дисплей. По този начин бъдещите клиенти могат да го видят, ако менюто е по техния вкус. Също така някои средни и големи ресторанти могат да предоставят част от тяхното меню т.нар. „специалитети“ на черна дъска извън ресторанта. На нея обикновено са представени сезонни ястия или специалитетите на главния готвач, които са налични само няколко дни.

### Дигитални дисплеи
С изобретяването на LCD и плазма дисплеите, някои статични менюта са заменени с такива, които могат да се променят динамично. Използването на плосък LCD и компютърен сървър позволява към менютата да се добавят движещи се фигури и анимационни ефекти. Също така има възможност да се променя и цената, както и други детайли. За ресторантите за бързо хранене възможността да се променя цената, както и съдържанието на самото меню толкова често, колкото е необходимо, е голямо предимство. Дигиталните менюта също дават възможност на собствениците на ресторантите да контролират дневното разделение на менюто, като например сутрин да преминават към меню за закуска. Някои платформи дават възможност на местни оператори да контролират ценообразуването си, докато естетическият дизайн е контролиран от корпоративна единица.

### Онлайн меню
Уеб сайтове, съдържащи менюта на ресторанти, съществуват и в интернет. Така все повече и повече ресторанти извън метрополиите имат възможност да включат техните менюта онлайн в резултат на тази тенденция.
Някои ресторанти, притежаващи и започнали сайтове за поръчване на храна онлайн, но поради ограниченията за онлайн поръчки, много от ресторантите са останали невидими в интернет. Много компании са публикували менюта онлайн, затова е трудно са се каже коя е била първата. Менютата и поръчването на храна онлайн датират поне от 1997 г. Оттогава стотици уеб сайтове с менюта на ресторанти са се появили в интернет. Някои се отнасят за конкретни градове, други за региони, щатове или провинции.

### Интерактивно меню
Интерактивното меню е авангардна система, която позволява клиентите самостоятелно да разглеждат, избират и поръчват ястия и напитки от предложенията в ресторанта. Чрез двустранен обмен системата може да направи индивидуално предложение или промоция на всеки клиент на заведението, да се адаптира според неговите изисквания и дори да анализира неговия вкус. Представянето на напитките е визуално, чрез анимация и видеоклипове, звук и съпътстваща реклама. Използването на такъв род система уведомява клиента за наличност или отсъствие на определено блюдо, за неговото съдържание и рецепта за приготовление.